# Magdalene von Prince

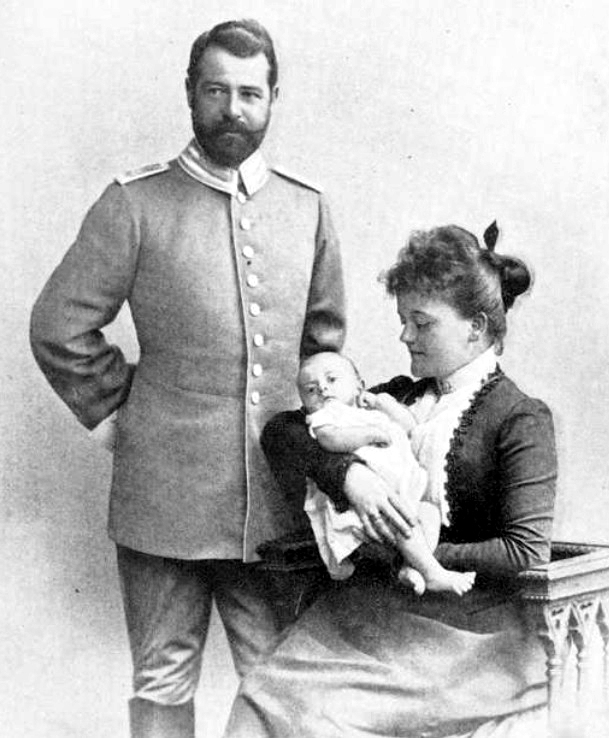
Magdalene von Prince mit Kind und Ehemann Tom, vor 1908

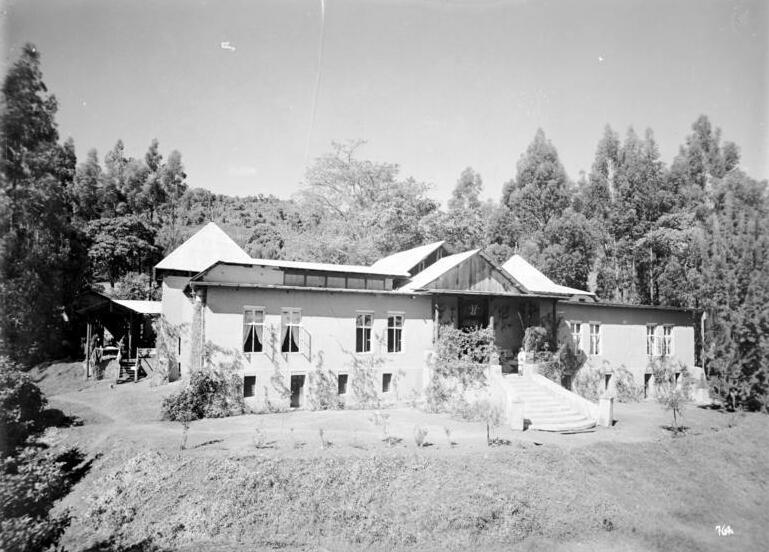
Herrenhaus von Prince bei der Pflanzung Sakkarani (Usambara, Deutsch-Ostafrika)

Magdalene von Prince, geborene von Massow (* 22. August 1870 in Liegnitz; † 22. April 1935 in Wien) war eine deutsche Kolonialistin, Plantagenbesitzerin in Deutsch-Ostafrika und Ehefrau des Offiziers Tom von Prince.

## Leben
Magdalene von Prince wurde 1870 als Tochter des Rittmeisters und später Reichstagsabgeordneten, Ludwig von Massow-Parnehnen, und seiner Ehefrau, Charlotte Henriette Valerie Luise Frommhold, geboren. Der Großvater mütterlicherseits war Rittergutsbesitzer zu Weissenrode, am Stadtrand von Liegnitz in Schlesien, wo Magdalene von Massow ihre Kindheit verbrachte. Mit 14 Jahren lernte sie in Liegnitz ihren späteren Ehemann Tom Prince kennen. Prince ging 1889 zur Wissmann-Truppe, einem Vorläufer der Schutztruppe für Deutsch-Ostafrika. Magdalene zog zu ihrem Vater, der die Verbindung mit Prince missbilligte, ins ostpreußische Königsberg.
Am 4. Januar 1896 heiratete sie Tom Prince in Militsch und reiste im selben Jahr mit ihm nach Deutsch-Ostafrika. Dort begleitete sie ihren Mann, der nach Uhehe fuhr, um eine Militärstation zu gründen und um den Hehe-Häuptling Mkwawa zu unterwerfen. Ihre Erlebnisse als die erste Europäerin der Region hielt sie in Tagebuchaufzeichnungen fest. Diese Aufzeichnungen sind wertvolles Quellenmaterial zur Geschichte der Hehe-Kriege. 1898 in Iringa wurde ihr erster Sohn geboren. Er ist bald danach gestorben.
In 1900 ließen sich Magdalene und Tom Prince in West-Usambara, unweit von Wilhelmstal, heute Lushoto, nieder. Sie gründeten dort die Kaffee-Plantage Sakkarani und bauten ein Gutshaus. Dort verfasste Magdalene Prince aus ihren Tagebuchnotizen das Buch Eine deutsche Frau im Inneren Deutsch-Ostafrikas, das in Deutschland in drei Auflagen erschien. Damit versuchte sie nach eigenem Bekunden, heimische Mädchen und Frauen vom Leben in den deutschen Kolonien zu überzeugen.
Das Ehepaar Prince bekam vier weitere Söhne. Tom Prince und seine Familie wurden 1906 in den erblichen Adelsstand erhoben. Am 4. November 1914 fiel Tom von Prince in der Schlacht von Tanga. Magdalene von Prince blieb zunächst im Norden Deutsch-Ostafrikas, der 1916 von britischen Kolonialtruppen besetzt wurde. Nach dem Ersten Weltkrieg wurde sie 1919 zusammen mit anderen deutschen Siedlern aus der Kolonie ausgewiesen. Sie musste ihre Besitzung verkaufen und ging zurück nach Europa. 1930 sah sie auf einer Besuchsreise das frühere Deutsch-Ostafrika, nun Tanganjika, wieder.
Ihre letzten Lebensjahre verbrachte Magdalene von Prince in Wien, wo sie am 22. April 1935 an Krebs starb. In ihrer schlesischen Heimat wurde sie in einem Ehrengrab der Stadt Liegnitz beigesetzt.

## Plantagenbesitzerin in Usambara
Das Ehepaar Prince war als schlechter Arbeitgeber bekannt. Der stellvertretende Gouverneur von Deutsch-Ostafrika, Wilhelm Methner, berichtete am 31. März 1914 nach Berlin, dass 
„die ortsansässigen Eingeborenen, aus der Nachbarschaft der von Prince'schen Betriebe, diese aus verschiedenen Gründen meiden. Auch die Wahehe, die Herrn von Prince aus der Zeit seiner Tätigkeit als Chef des Bezirks Iringa kennen, kommen nicht mehr zu ihm zur Arbeit. Aus diesen Gründen hat von Prince fortgesetzt Schwierigkeiten mit Arbeitern. Er glaubt für diese Schwierigkeiten die Anwerbeverordnung verantwortlich machen zu müssen. Von Prince möchte eben Anwerbe- und Arbeiterverordnung nur insoweit gelten lassen, als sie für die Arbeitgeber Vorteile und Rechte, für die Arbeiter Pflichten begründen.“ 
Was Magdalene von Prince selbst betrifft, berichtete Reinhard Köstlin, Bezirksamtmann zu Wilhelmstal (Lushoto), am 10. September 1915 nach Dar es Salaam das Folgende:
„Könnte sie ihr Temperament zügeln, so wäre die Arbeiterfrage für sie gelöst. Leider scheint ihr dies unmöglich zu sein. Ohne Grund verprügelt sie Eingeborene.“ 

Auch das europäische Personal blieb nicht verschont. Magdalene von Prince hatte Marie Przyborowski (später Nibbe) im Februar 1906 als Wirtschafterin eingestellt. Diese junge Frau war neu in der Kolonie angekommen. Im Jahr 1907 klagte das Ehepaar Prince Marie Nibbe wegen Diebstahl an, und das Bezirksgericht Tanga verurteilte daraufhin Nibbe zu acht Tagen Gefängnis. In ihrem Gnadengesuch behauptet Nibbe, sie wurde
„weil ich der Suaheli Sprache nicht mächtig und ich mich den schwarzen Boys nur mangelhaft verständlich machen konnte, von Frau v. Prince sehr schlecht behandelt. Täglich wurde ich mit den gemeinsten Ausdrücken—die ich hier nicht wiedergeben mag—beschimpft. Auch sonst wurde ich sehr ausgenutzt. In der Arbeitseinteilung die Frau v. Prince mir anschrieb und die ich abschreiben musste waren z. B. für Mittagessen 5 Minuten vorgesehen. Selbst abends wurde mir keine Zeit gelassen etwas für mich zu arbeiten und musste ich um 9 Uhr wenn die Hausarbeit gethan war das Licht in meinem Zimmer auslöschen. Ein anderes junges Mädchen litt unter der Behandlung so, dass sie der Hausapotheke Gift entnahm um sich zu vergiften.“
Nibbe schrieb weiterhin:
„Wie gern Frau v. Prince ihre Wut an wehrlosen Personen auslässt beweist auch, dass als eines Tages der schwarze Koch heißes Wasser in einer Milchkanne brachte, und sie [d. h. Frau von Prince] mich zur Verantwortung zog dass die Milchkanne genommen sei und ich mich verteidigte, sie dem eintretenden 12 jährigen Kinderboy das heiße Wasser ins Gesicht goss.“ 
In Bezug auf dieses Gnadengesuch bestimmte Reinhard Vortisch, Kaiserlicher Oberrichter in Daresalam, dass diese Behauptungen „glaubhaft“ seien, and dass Nibbe „auf Grund eines in der Heimat abgeschlossenen Dienstvertrages einen für hiesige Verhältnisse allzu geringen Lohn“ erhalten habe.

## Rezeption
Die Geschichte des Ehepaars von Prince ist Teil der ZDF-Dokumentation Kopfjagd in Ostafrika aus der Reihe Das Weltreich der Deutschen (Deutschland, 2010).

## Werke
- Eine deutsche Frau im Inneren Deutsch-Ostafrikas – Elf Jahre nach Tagebuchblättern erzählt. Verlag von E.G. Mittler & Sohn, Berlin 1903.[7] Digitalisat der 3. verm. Aufl., Berlin: Mittler, 1908, Universitätsbibliothek Bremen. Nachdruck der 2. Aufl. von 1905: Europäischer Geschichtsverlag, Paderborn 2012, ISBN 978-3-86382-514-0.
- Vom Schreibtisch und aus dem Atelier. Wie unsere Plantage in Deutsch-Ostafrika entstand. In: Velhagen & Klasings Monatshefte. Jg. 21 (1906/07), Bd. 1, Heft 1, September 1906. S. 89–101.[8]